# Pioneerville
Pioneerville is een verlaten mijnplaats in Boise County, in het midden van de Amerikaanse staat Idaho. Het dorp werd ook wel Pioneer City en Hogem genoemd. Van de nederzetting, waar ooit zo'n 2000 mensen woonden, staan nog enkele gebouwen overeind.